# Lirceus brachyurus
Lirceus brachyurus är en kräftdjursart som först beskrevs av Harger 1876.  Lirceus brachyurus ingår i släktet Lirceus och familjen sötvattensgråsuggor. Inga underarter finns listade i Catalogue of Life.